# 交差死体
『交差死体』（原題：Mirage）は、1995年公開のアメリカ合衆国のアクションスリラー映画。
Paul Williams が監督を務め、エドワード・ジェームズ・オルモスとショーン・ヤングが主演した。

## あらすじ
ある男の妻を尾行するために探偵が雇われる。その妻はいつも問題を起こしていた。一方で、彼女はひどい頭痛と記憶喪失に悩まされていた。
その後、彼女には別人格が形成されていることが判明し、この人格が彼女を悩ませていたのだった。

## 出演
- マッテオ・フアレス - エドワード・ジェームズ・オルモス
- ジェニファー・ゲイル - ショーン・ヤング
- Richie Randazzo - James Andronica

警部補
- ドナルド・ゲイル - Paul Williams
- Sayed - Sayed Badreya
- 警部 - エリック・モリス（英語版）
- Miranda Randazzo - Susan Helen Emerson
- Carmine Randazzo - William Grillo
- Nude Bar Tall Thug - Tony King

## 評価
バラエティ誌のEmanuel Levyは、「ポール・ウィリアムズの『交差死体』という、アルフレッド・ヒッチコックの『めまい』を忠実にコピーするのか風刺するのか判断できない支離滅裂なスリラーから、ヒッチコックが受けた非道なオマージュよりもっと良いものが、A・ヒッチコック（の『めまい』）である」と書いた。また、「このB級映画の運命は、荒唐無稽な筋書きと急変するトーンによってすでに決まっている。さらに、（この映画は）パームスプリングス国際映画祭のクロージング・ナイト作品に選ばれ、困惑した観客から笑いと嘲笑で迎えられた」と指摘した。
エンターテイメント・ウィークリー誌のJ.R Taylorは、「最終的に、この内容におけるすべての複雑さは、レンタル料を払う価値があるほど愉快で不条理なクライマックスにつながる」と述べている。